# Тооро (держава)
Тооро — держава, королівство на території  Уганди в 19-20  ст. 
Тооро виділилась з  держави Уньйоро близько 1830 р. за намісника правителя Уньйоро Кабойо, що став першим правителем (абакамою) Тооро.  Знову було приєднане до Уньйоро в  результаті походів Кабареги в 1870- початку 1880-х рр.  
У  1891 р. Тооро було захоплене британцями на чолі з Ф.Лугардом і відновлене як окрема держава на чолі з Касагамою. У 1896 р. офіційно проголошено британський протекторат над Тооро.  
До 1962 р. — королівство у складі британського протекторату Уганда. У 1962-1967 рр. — королівство у складі незалежної Уганди.